# Château de Bazelaire de Lesseux
Le château de Bazelaire de Lesseux est un château de la commune de Lusse à l'est du département des Vosges en région Grand-Est.

## Histoire
A l'ouest du village de Lusse, au pied d'une colline, s'élevait autrefois un vieux château à tourelles qui appartenait à la famille de Bazelaire de Lesseux de Saint-Dié-des-Vosges. Un incendie le ravage en 1822 et il faut attendre 1880  pour qu'un descendant de cette très ancienne famille, Octave de Bazelaire de Lesseux, décide de construire un château de campagne pour la belle saison sur l'ancien emplacement féodal .

## Description

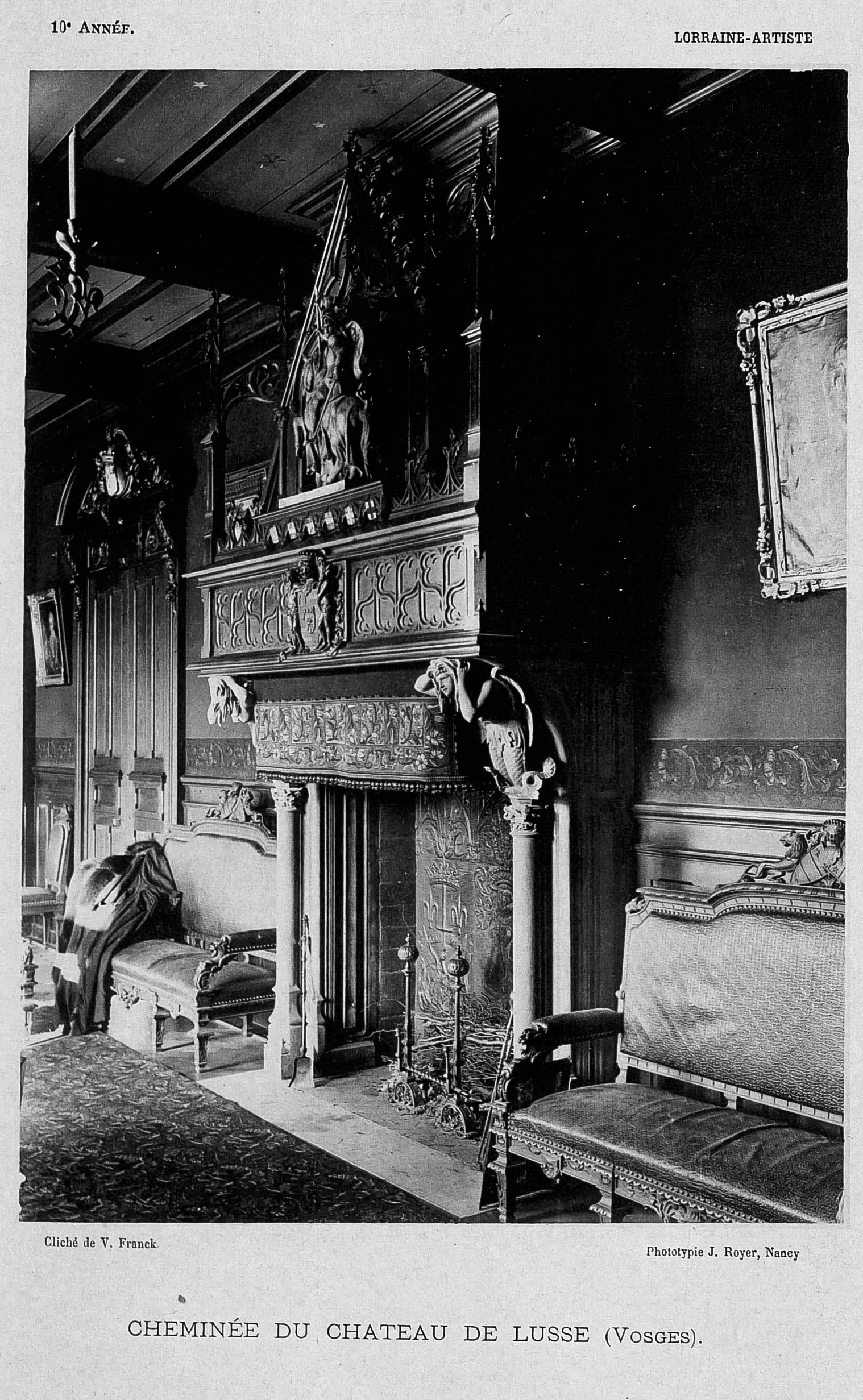
Cheminée de Louis Majorelle

Le château comporte deux étages carrés, un étage de comble et un étage de soubassement. Le toit en ardoise est à longs pans inversés sauf pour les tours qui sont en pavillon. 
La façade principale orientée au sud comporte cinq ouvertures en longueur. Le logis central possède une porte précédée d'un double-escalier, entourée par deux fenêtres, elles-mêmes entourées par deux tours à une fenêtre chacune. 
Devant la façade principale s'étend un parc aménagé en jardin anglais au XIXe siècle.
Une cheminée exécutée par Louis Majorelle d'après le plan de M. Schuler est « un véritable monument artistique, de 5 mètres de hauteur, qui occupe le milieu de la paroi d'une immense salle plafonnée à poutrelles. À la partie supérieure, dans une niche ogivale surmontée d'un gable, se trouve une statue équestre de Jeanne d'Arc, tenant sa bannière, l'épée en main et se retournant pour appeler ses fidèles au combat; cette sculpture est rehaussée d'or. Au-dessous se trouvent les armoiries des alliances de la famille de Bazelaire de Lesseux, propriétaire du château. Parmi ces alliances, se trouvèrent des descendants de la famille du Lys et c'est pourquoi la statue de Jeanne d'Arc figure à la place d'honneur. Au milieu de l'entablement, sont sculptées les armoiries des Bazelaire, qui se trouvent encore sur la taque, accostées de celles des de Warren, dernière alliance, soutenues par une Merlusse et entourées d'emblèmes divers  ».